# Władimir Wyskubow
Władimir Matwiejewicz Wyskubow (kaz. i ros. Владимир Матвеевич Выскубов) – kazachstański polityk, od 30 stycznia 1996 do 1999 roku deputowany do Mażylisu Parlamentu Republiki Kazachstanu I kadencji.